# Audubon (Nova Jérsei)
Audubon é um distrito localizado no estado americano de Nova Jérsei, no Condado de Camden.

## Demografia
Segundo o censo americano de 2000, a sua população era de 9182 habitantes. 
Em 2006, foi estimada uma população de 8981, um decréscimo de 201 (-2.2%).

## Geografia
De acordo com o United States Census Bureau tem uma área de 
3,9 km², dos quais 3,9 km² cobertos por terra e 0,0 km² cobertos por água.

## Localidades na vizinhança
O diagrama seguinte representa as localidades num raio de 4 km ao redor de Audubon. 